# Molophilus pediformis
Molophilus pediformis är en tvåvingeart som beskrevs av Alexander 1925. Molophilus pediformis ingår i släktet Molophilus och familjen småharkrankar. Inga underarter finns listade i Catalogue of Life.